# Hollywood Pacific Theatre
Le Hollywood Pacific Theatre est une salle de cinéma située au 6433 Hollywood Boulevard à Hollywood, Los Angeles, Californie, le long du célèbre Hollywood Walk of Fame. Il est construit en 1928 par le studio Warner Bros.. 

## Historique

### 1928-1949: Débuts

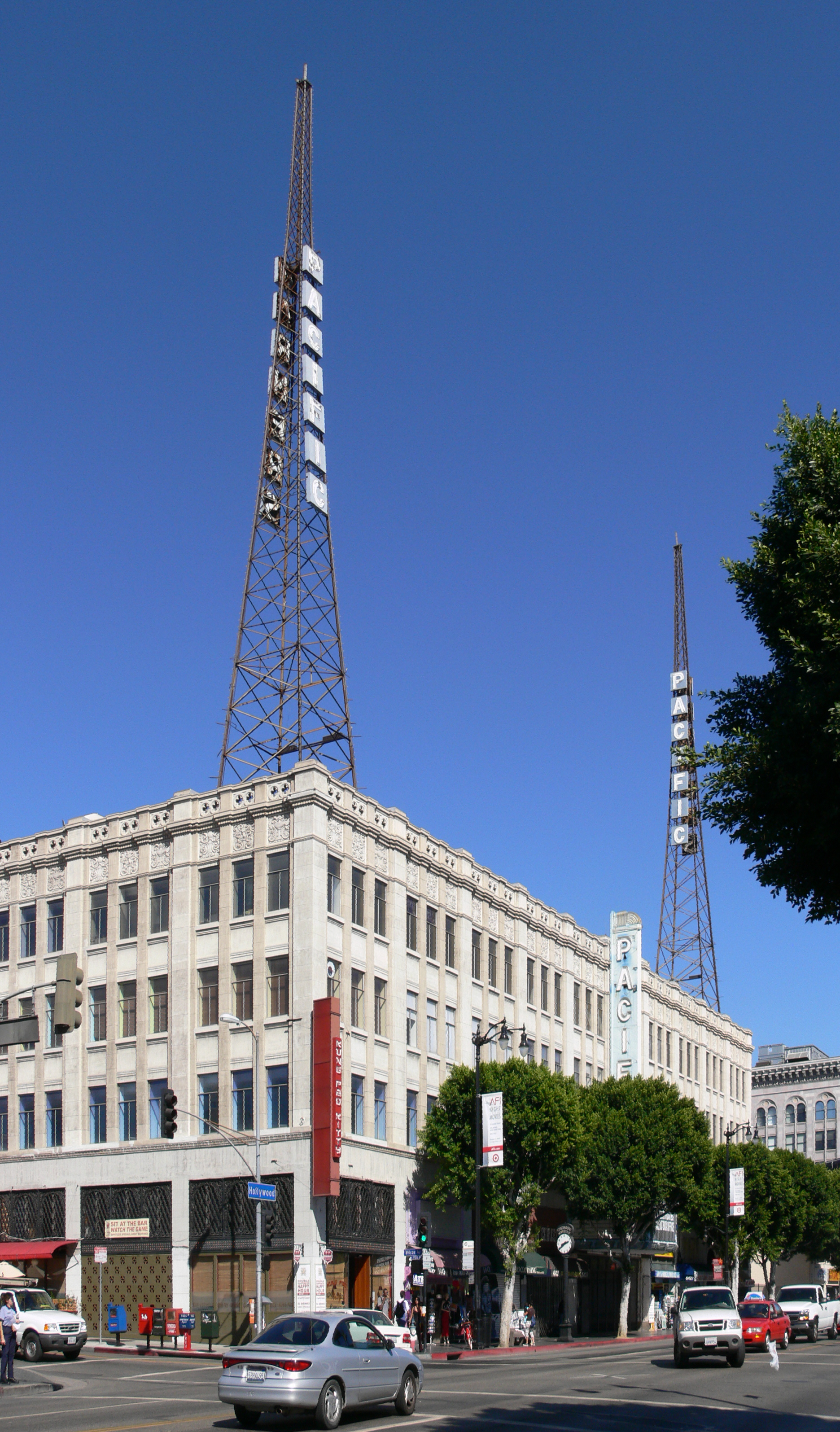
Bâtiment et surmonté de l'antenne radio

La salle de cinéma a ouvert ses portes sous le nom Warner Bros. Theatre ou Warner Hollywood Theatre le 26 avril 1928,, en présentant Glorious Betsy le premier film parlant Vitaphone du studio Warner Bros., avec en vedette Conrad Nagel et Dolores Costello,. Le bâtiment de style beaux-arts à l'italienne a été conçu par l'architecte G. Albert Lansburgh avec 2 756 places,,. Lansburgh a conçu plusieurs salles à l'époque dont l'Orpheum Theatre, le Shrine Auditorium, le El Capitan Theatre et le Wiltern Theatre. Pour cette salle d'exception, Warner fait venir un orgue du Piccadilly Theatre in New York où a eu lieu la première de Le Chanteur de jazz (1927)
Avec le développement du Vitaphone, Warner Bros. a procédé à de nombreuses transformations de ses studios puis de ses salles de cinéma avant d'acheter ou construire de nombreuses salles entre 1928 et le début des années 1930. Le Pantages est acheté en 1929, et des salles sont construites à Beverly Hills, Huntington Park, San Pedro et à l'angle de Wilhire & Western nommé le Wiltern.
La station de radio KFWB, aussi une propriété de Warner Bros., a installé ses locaux à l'étage et ses antennes d'émission radio au sommet du bâtiment, et qui existent encore à ce jour. Bien que recouvert par le lettrage « PACIFIC », le lettrage d'origine « WARNERS » est toujours visible au revers des lettres.

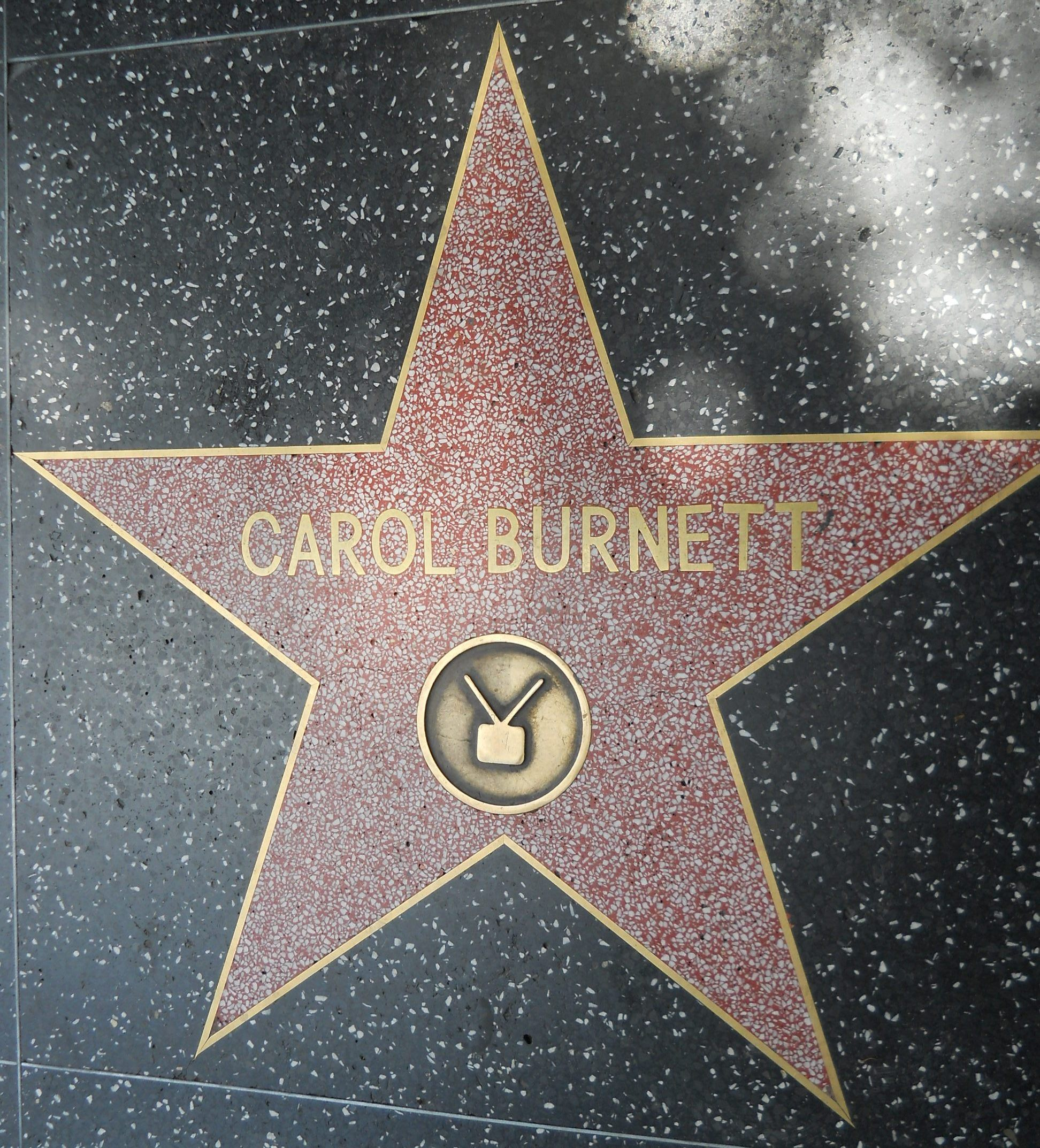
La plaque de Carol Burnett sur le trottoir devant le cinéma

En 1940, Carol Burnett travaille comme placeuse dans le cinéma et pour cette raison sa plaque du Hollywood Walk of Fame est située devant le bâtiment.

### 1950: Rénovation pour écran large
Au début des années 1950, à une époque où les cinémas sont obligés de rivaliser avec la télévision en introduisant le grand écran, le Warner Hollywood Theatre est l'une des rares salles à Hollywood suffisamment grande pour se convertir au Cinérama. Après des rénovations, la salle rouvre le 29 avril 1953, sous le nom de Warner Cinerama et diffuse le film Place au Cinérama (1952). Le nouvel écran mesure 28 pieds sur 76 pieds avec un arc de 146 degrés et le nombre de places assises a été réduit à environ 1 500  pour s'adapter à la nouvelle taille d'écran. Place au Cinérama est à l'affiche pendant 115 semaines, réalisant un record à Los Angeles avec 3 845 200 $ de recettes. La projection nécessite 3 salles de projections.
La salle continue a projeté des films au format Cinerama. Place au Cinérama totalise 132 semaines de diffusion et s'arrête le 15 novembre 1955. Le film est remplacé par Cinerama Holiday  le lendemain. Il reste à l'affiche durant 81 semaines, rapportant 2 212 600 $.  Un troisième film Cinerama intitulé Sept merveilles du monde, est diffusé ensuite durant 67 semaines rapportant 1 659 361 $.
En 1961, le théâtre est équipé pour diffuser à la fois des films en 35 mm et en 70 mm. Les films sur trois bandes du Cinerama font place à la première américaine de La Conquête de l'Ouest en 1962 et qui reste à l'écran durant 93 semaines en 1963 et 1964. 
En 1968, Stanley Warner vend la salle à la chaîne de cinéma théâtre Pacific Theatres, qui la rebaptise Hollywood Pacific Theatre,. À la fin des années 1960 et au début des années 1970, deux films de Stanley Kubrick sont diffusés durant une longue  période dans la salle 2001 : A Space Odyssey (1968) pendant 80 semaines et Orange mécanique (1971).
Le 31 janvier 1978, le cinéma ferme pour des rénovations et deux écrans ont été ajoutés au coût de 1,2 million de dollars en convertissant la section balcon en deux zones de 550 places ainsi qu'en équipant le cinéma de Dolby Stereo. Il a rouvert le 26 mai 1978 avec Thanks God It's Friday et la réédition d' American Graffiti.

### 1994: Arrêt des films
La salle ferme ses portes en tant que cinéma le 15 août 1994 en raison d'un dégât des eaux au sous-sol causé par la construction de la Red Line (ligne B) du métro de Los Angeles et aux dommages structurels causés par le tremblement de terre de Northridge en 1994,. À ce jour, les deux salles construire en balcon restent fermées en raison de problèmes de sécurité de la structure. Le théâtre a depuis été désigné monument historique et culturel de Los Angeles.

### 2001-2006: Laboratoire de cinéma numérique
De 2001 à 2006, la salle est utilisée par le Entertainment Technology Center de l'Université de Caroline du Sud pour des expériences de projection numérique et a été baptisé ETC Digital Cinema Lab à Hollywood, administré par Eduardo Kéith. Un nouvel écran plat e inststallé ainsi qu'un nouveau système audio JBL. Les projections pour les membres de la Society of Motion Picture and Television Engineers comprenaient I, Robot, Collateral et Crash.

### 2006-2013: Utilisation comme église
Le théâtre a été occupé par l'église Ecclesia Hollywood jusqu'en juillet 2013 pour ses prêches du dimanche. Compte tenu de la récente revitalisation d'Hollywood Boulevard au début du 21e siècle, il est souvent supposé que le théâtre sera un jour restauré en tant que palais du cinéma.